# 岡田英弘
岡田 英弘（おかだ ひでひろ、1931年（昭和6年）1月24日 - 2017年（平成29年）5月25日）は、日本の東洋史学者。東京外国語大学名誉教授。東洋文庫専任研究員。専攻は満洲史・モンゴル史であるが、中国・日本史論についての研究・著作もある。

## 経歴
1931年（昭和6年）、東京市本郷区（現・東京都文京区）曙町に生まれた。戦時下の1943年、旧制暁星中学校入学。1946年、旧制成蹊高等学校尋常科へ転入。 1947年、 旧制成蹊高等学校高等科理科乙類入学。1950年、旧制成蹊高等学校高等科理科乙類を卒業した。1953年、東京大学文学部東洋史学科を卒業。その後は同大学大学院に進み、1958年に東京大学大学院博士課程を満期退学した。
1959年から1961年まで、フルブライト奨学金を得てアメリカ合衆国シアトル市に所在するワシントン大学に留学。ニコラス・ポッペらの下で学んだ。1963年、ドイツ連邦共和国ボン大学東洋研究所客員研究員となった。
1966年、東京外国語大学アジア・アフリカ言語文化研究所助教授に就任。1968年にワシントン大学客員副教授となり、1971年まで勤務。1973年、東京外国語大学アジア・アフリカ言語文化研究所教授に昇進。1993年、東京外国語大学アジア・アフリカ言語文化研究所を定年退官し、名誉教授となった。その後は1996年より常磐大学国際学部教授として教鞭をとり、2000年まで勤続。2002年、国際モンゴル学会名誉会員に選出された。
2017年5月25日、心不全のため死去。

## 受賞・栄典
- 1957年（昭和32年） - 『満文老档』の研究(共同研究)で第47回日本学士院賞受賞[3]。これは史上最年少(26歳)の受賞である。既存の中国正史に追従する中国史学の在り方に異を唱えたことで、日本の史学界では長年異端扱いされた[6]。
- 1999年（平成11年） - インディアナ大学アルタイ学賞（通称PIACメダル）受賞
- 2008年（平成20年） - モンゴル国政府から北極星勲章（Altan Gadas odon）を受章

## 家族・親族
- 妻：妻は弟子でもある宮脇淳子。
- 父：父の岡田正弘は薬理学者で、東京医科歯科大学教授・学長、昭和大学歯学部長、日本学士院会員[2]。
- 弟：弟の岡田茂弘は考古学者で、国立歴史民俗博物館教授・考古学研究部長をへて、東北歴史博物館館長[2]。

## 研究内容・業績
- 中国史、古代日本史、韓国史を専門とした。日本の中国史学会に異を唱えた研究、発言、著作がある。
- 歴史を理論として確立しているのはヘロドトスに始まるヨーロッパ史と司馬遷らに始まる中国史だけであり、両者の歴史観はまったく原理を異にしていること、そしてその他の地域の歴史は両者いずれかの歴史観による焼き直しであることを主張した。この観点から、両者を単に融合して世界史を記述するのではなく、両者を止揚・昇華させた新たな原理による世界史を構築する必要性を説き、世界史の始まりをモンゴル帝国によるヨーロッパ文明・中国文明の接触に求めている[7]。
- しばしば著作内で「三国時代に漢族は激減し、ほぼ絶滅した」と主張している[8]。
- 朝鮮半島について、歴史学的には「韓半島」と呼ぶのが正しいとしている。韓国起源説については、「もともと、日本は未開野蛮の国で、朝鮮がすべて、いいことを教えてやったんだと思いたい。極端な話が、日本の歌謡曲だって、実は朝鮮人が発明して、それを有名な音楽家である古賀政男が朝鮮に来て、それを聞いて帰って、つまり盗んで、自分が作曲したと言って発表した。それが日本の歌謡曲の起こりだ、という解釈まである。これは国民的な信念なのだ。このようなことに至るまで、とにかく、自分たちが兄で、日本は弟だ、という信念が、韓国人のアイデンティティーの基礎にあって、これを否定されたら、韓国人でいられない」と評している[9]。

## 言論・評価
岡田は「私は“群れる”ことができない性質なのを痛感しつつ、学者人生を過ごしてきた。学界では孤立したが、それを苦痛にも、寂しいとも思ったことがない。強がりではなく、どうも私にはそうした神経がないらしい。周囲を恨んだこともない。学界という狭い世界ではなく、メディアに広く求められ認められたことで、私はやりたい学問ができ、主張したいことを主張してこられた」と述べている。
- 福島香織によると、中国の習近平政権の事実上のナンバー2[11]だった王岐山（当時中央政治局常務委員）は2015年4月、フランシス・フクヤマら中南海を訪れた外国人に、岡田およびその著作について下記のように論じたという[12][6]。

- 杉山清彦も、岡田のことを「モンゴル史・満洲史に軸足をおきながら、ひろく中国史・日本古代史などさまざまな分野で発言をつづけており、その卓抜した史眼には定評がある」として、岡田の著書『中国文明の歴史』（講談社現代新書、2004年）を、「少なくとも学界では正当な評価を受けているとは言いがたいと思われる。たしかに史料的根拠や論証は、おそらく、なかば意図的に省略されているが、さまざまな専門の研究者は、それぞれおのが分野において氏の投げたボールを受け止めるべきではなかろうか」と評している[13]。

## 著作

### 単著
- Okada, Hidehiro (1973), History of inner Asia, Oriental studies in Japan : retrospect and prospect, 1963-1972, pt. II-15, The Centre for East Asian Cultural Studies, NCID BA20986218
- 『倭国の時代　現代史としての日本古代史』文藝春秋、1976年12月。ISBN 978-4-16-334000-5。
  - 『倭国の時代』朝日新聞社〈朝日文庫〉、1994年2月。ISBN 978-4-02-261012-6。
  - 『倭国の時代』筑摩書房〈ちくま文庫〉、2009年2月。ISBN 978-4-480-42539-3。
- 『倭国　東アジア世界の中で』中央公論社〈中公新書〉、1977年10月。ISBN 978-4-12-100482-6。
- 『康煕帝の手紙』中央公論社〈中公新書〉、1979年11月。ISBN 978-4-12-100559-5。
  - 『康煕帝の手紙』宮脇淳子・楠木賢道・杉山清彦 編、藤原書店〈清朝史叢書〉、2013年1月。ISBN 978-4-89434-898-1。- 注記：岡田 (1979)の大幅な増訂版。
  - 『大清帝国隆盛期の実像　第四代康煕帝の手紙から 1661-1722』藤原書店〈清朝史叢書〉、2016年3月。ISBN 978-4-86578-066-6。- 上記の改題版
- 『中国のなかの日本』東京外国語大学アジア・アフリカ言語文化研究所〈日本の言語文化研究リプリント・シリーズ no. 2〉、1982年。NCID BN02735251。- 小冊子
- 『チンギス・ハーン：将に将たるの戦略』集英社〈中国の英傑 9〉、1986年12月。ISBN 978-4-08-189009-5。
  - 『チンギス・ハーン』朝日新聞社〈朝日文庫〉、1994年1月。ISBN 978-4-02-260794-2。- 岡田 (1986)を増補。
  - 『チンギス・ハーン：もうひとつのモンゴル通史』ビジネス社、2016年1月。ISBN 978-4-8284-1859-9。- 岡田 (1994a)を大幅に改訂。
- 東京外国語大学『アジア・アフリカ諸言語の電子辞典の編成とその利用技術についての研究』1990-1991。- 注記：文部省科学研究費補助金研究成果報告書。
- 『世界史の誕生』筑摩書房〈ちくまライブラリー〉、1992年5月。ISBN 978-4-480-05173-8。
  - 『世界史の誕生　モンゴルの発展と伝統』筑摩書房〈ちくま文庫〉、1999年8月。ISBN 978-4-480-03504-2。
- 『日本史の誕生　千三百年前の外圧が日本を作った』弓立社〈叢書日本再考〉、1994年10月。ISBN 978-4-89667-466-8。
  - 『日本史の誕生　千三百年前の外圧が日本を作った』筑摩書房〈ちくま文庫〉、2008年6月。ISBN 978-4-480-42449-5。
- 『台湾の命運　最も親日的な隣国』弓立社、1996年11月。ISBN 978-4-89667-664-8。
- 『中国意外史』新書館〈Shinshokan history book series〉、1997年10月。ISBN 978-4-403-24043-0。
  - 『やはり奇妙な中国の常識』ワック〈WAC BUNKO〉、2003年7月。ISBN 978-4-89831-514-9。-注記：『中国意外史』 (新書館1997年刊)の改訂新書判。
- 『妻も敵なり　中国人の本能と情念』クレスト社、1997年10月。ISBN 978-4-87712-060-3。
  - 『妻も敵なり　中国人の本能と情念』ザ・マサダ、1997年10月。ISBN 978-4-88397-038-4。
  - 『この厄介な国、中国』ワック〈WAC BUNKO〉、2001年11月。ISBN 978-4-89831-503-3。- 注記：岡田 (1997)を改訂。
  - 『この厄介な国、中国』（改訂版）ワック〈WAC BUNKO〉、2008年6月。ISBN 978-4-89831-583-5。- 注記：岡田 (2001d)を新訂。
- 『皇帝たちの中国』原書房、1998年11月。ISBN 978-4-562-03148-1。
  - 『誰も知らなかった皇帝たちの中国』ワック〈WAC BUNKO〉、2006年9月。ISBN 978-4-89831-553-8。
  - 『皇帝たちの中国 始皇帝から習近平まで』ワック〈WAC BUNKO〉、2022年1月。ISBN 978-4898318591。- 注記：上記の増補新版[14]。
- 『現代中国と日本』新書館、1998年4月。ISBN 978-4-403-24044-7。
  - 『厄介な隣人、中国人』ワック〈WAC BUNKO〉、2008年6月。ISBN 978-4-89831-582-8。- 注記：岡田 (1998a)を改訂。
- 『皇帝たちの中国』国際関係基礎研究所〈エグゼクティブアカデミーシリーズ〉、1999年3月。- 小冊子
- 『歴史とはなにか』文藝春秋〈文春新書〉、2001年2月。ISBN 978-4-16-660155-4。
- 『歴史の読み方　日本史と世界史を統一する』弓立社、2001年4月。ISBN 978-4-89667-101-8。
  - 『日本人のための歴史学　こうして世界史は創られた！』ワック〈WAC BUNKO〉、2007年5月。ISBN 978-4-89831-563-7。- 注記：岡田 (2001b)を改訂。
- 『モンゴル帝国の興亡』筑摩書房〈ちくま新書〉、2001年10月。ISBN 978-4-480-05914-7。
- 『中国文明の歴史』講談社〈講談社現代新書〉、2004年12月。ISBN 978-4-06-149761-0。
- 『だれが中国をつくったか　負け惜しみの歴史観』PHP研究所〈PHP新書〉、2005年9月。ISBN 978-4-569-64619-0。
- 『モンゴル帝国から大清帝国へ』宮脇淳子解説「岡田英弘の学問」、藤原書店、2010年11月。ISBN 978-4-89434-772-4。- 論考集の大著
- 『読む年表中国の歴史』ワック、2012年3月。ISBN 978-4-89831-178-3。
  - 『読む年表中国の歴史　よく分かる！』ワック〈WAC BUNKO〉、2015年3月。ISBN 978-4-89831-714-3。
- 『漢字とは何か　日本とモンゴルから見る』 宮脇淳子編（解説樋口康一）、藤原書店、2021年7月。ISBN 978-4-86578-319-3

### 著作集
- 『歴史とは何か』藤原書店〈岡田英弘著作集 第1巻〉、2013年6月。ISBN 978-4-89434-918-6。
- 『世界史とは何か』藤原書店〈岡田英弘著作集 第2巻〉、2013年9月。ISBN 978-4-89434-935-3。
- 『日本とは何か』藤原書店〈岡田英弘著作集 第3巻〉、2014年1月。ISBN 978-4-89434-950-6。
- 『シナ〈チャイナ〉とは何か』藤原書店〈岡田英弘著作集 第4巻〉、2014年5月。ISBN 978-4-89434-969-8。
- 『現代中国の見方』藤原書店〈岡田英弘著作集 第5巻〉、2014年10月。ISBN 978-4-89434-986-5。
- 『東アジア史の実像』藤原書店〈岡田英弘著作集 第6巻〉、2015年3月。ISBN 978-4-86578-014-7。
- 『歴史家のまなざし 〈附〉年譜/全著作一覧』藤原書店〈岡田英弘著作集 第7巻〉、2016年2月。ISBN 978-4-86578-059-8。
- 『世界的ユーラシア研究の六十年』藤原書店〈岡田英弘著作集 第8巻〉、2016年7月。ISBN 978-4-86578-076-5。

### 共編著
- Poppe, Nicholas; Hurvitz, Leon; Okada, Hidehiro (1964), Catalogue of the Manchu-Mongol section of the Tōyō Bunko, Seattle: University of Washington Press, LCCN 65-73597
- 岡田英弘「清の太宗嗣立の事情」『東洋史論叢　山本博士還暦記念』山本博士還暦記念東洋史論叢編纂委員会 編、山川出版社、1972年10月。NCID BN04061578。
- 神田信夫、松村潤、細谷良夫 と共著『鑲紅旗檔　雍正朝』東洋文庫清代史研究室 編、東洋文庫、1972年3月。NCID BN05481047。
- 伊東俊太郎 ほか 編「まえがき・真実と言葉・秘密結社」『アジアと日本人』研究社出版〈講座・比較文化 2〉、1977年11月。ISBN 978-4-327-35002-4。
- 小堀桂一郎 編『家族　文学の中の親子関係』PHP研究所、1981年7月。ISBN 978-4-569-20605-9。
- 岡田英弘「陶晶孫伝稿」『論集近代中国研究』市古教授退官記念論叢編集委員会 編、山川出版社、1981年7月。ISBN 978-4-634-65270-5。
- 岡田英弘「康熙帝・雍正帝・乾隆帝」『激動の近代中国』尾崎秀樹 責任編集、集英社〈人物中国の歴史 9〉、1982年2月。ISBN 978-4-08-177009-0。
  - 『激動の近代中国　人物中国の歴史9』尾崎秀樹責任編集、集英社文庫、1987年9月。ISBN 978-4087510713
- 岡田英弘 述「「倭人伝」をどう読むか」『倭人伝を読む』森浩一編、中央公論社〈中公新書 665〉、1982年10月。ISBN 978-4-12-100665-3。
- 神田信夫、松村潤、細谷良夫 と共著『鑲紅旗檔　乾隆朝 1』東洋文庫清代史研究室 編、東洋文庫、1983年3月。NCID BN05481047。
- 護雅夫 編『中央ユーラシアの世界』山川出版社〈民族の世界史 4〉、1990年6月。ISBN 978-4-634-44040-1。
- 岡田英弘 ほか 編『歴史のある文明・歴史のない文明』筑摩書房、1992年1月。ISBN 978-4-480-85607-4。
- 西尾幹二 編『日本とヨーロッパの同時勃興』産経新聞ニュースサービス、扶桑社〈地球日本史 1〉、1998年9月。ISBN 978-4-594-02570-0。
  - 西尾幹二 編『日本とヨーロッパの同時勃興』産経新聞ニュースサービス、扶桑社文庫〈地球日本史 1〉、2000年12月。ISBN 978-4-594-03030-8。
- 「第41回国際アルタイ学会」『常磐国際紀要　常磐大学国際学部紀要 第3号』常磐大学国際学部編・刊、1999年3月。ISSN 13430645。
- 神田信夫、松村潤 と共著『紫禁城の栄光　明・清全史』講談社〈講談社学術文庫 1784〉、2006年10月。ISBN 978-4-06-159784-6。 - 初刊版『大世界史 11』(文藝春秋、1968年)
- 岡田英弘 編『清朝とは何か』宮脇淳子 ほか執筆、藤原書店〈別冊環 16〉、2009年5月。ISBN 978-4-89434-682-6。
- 岡田英弘「アジアとヨーロッパ」『「アジア」を考える　2000～2015』藤原書店編集部編、藤原書店、2015年6月。ISBN 978-4-86578-032-1。
- 岡田英弘 編『モンゴルから世界史を問い直す』藤原書店、2017年1月。ISBN 978-4-86578-100-7。

### 訳書
- 『舊滿洲檔　天聰九年』 1,2巻、神田信夫、松村潤、岡田英弘 譯註、東洋文庫〈東洋文庫叢刊 第18〉、1972年3月-1975年3月。NCID BN09365886。
- フイリップス, E.D.『モンゴル史　チンギス・ハーンとその後継者たち』学生社、1976年8月。ISBN 978-4-311-31017-1。
  - Phillips, Eustace Dockray; 岡田, 英弘; Gomborincin (1983) (モンゴル語), 蒙古史　成吉思汗与他的继承者们, NCID BA57945965 - 注記：本书根据东京学生社出版的1976年8月第1版第1次印刷版本翻译出版。
- 오카다, 히데히로 이진복訳 (2002-05-27), 세계사의 탄생, 황금가지, ISBN 89-8273-458-9, NCID BA74000576 - 注記：原著: 岡田 (1992)。
- Ssanang Ssetsen, Chungtaidschi 著、岡田英弘 訳『蒙古源流』刀水書房、2004年10月。ISBN 978-4-88708-243-4。
- 岡田英弘 陳心慧、羅盛吉訳 (2016-08) (中国語), 從蒙古到大清　遊牧帝國的崛起與承續, 歴史,世界史, 臺灣: 臺灣商務印書館, ISBN 978-957-05-3053-7, NCID BB2342047X - 注記：岡田 (2010)の中国語訳。
- Окада, Хидэхиро (2017) (モンゴル語), Дэлхийн түүх мэндэлсэн нь ＝ 世界史の誕生, Injinash хэвлэлийн Газар, ISBN 9789996288548, NCID BB23606354 - 『世界史の誕生』のモンゴル語訳。
- 岡田英弘 陳心慧訳 (2017-12) (中国語), 中國文明的歴史　非漢中心史觀的建構, 臺灣: 八旗文化/遠足文化事業, ISBN 978-986-9556-14-9, NCID BB26473665 - 『中国文明の歴史』の中国語訳。
- Окада, Хидэхиро (2018) (モンゴル語), Энх-Амгалан Хааны захидлууд, Соёмбо принтинг, ISBN 9789997824929, NCID BB28907948 - 『康煕帝の手紙』のモンゴル語訳。

### 監修
- 龔延明 編、新倉健 訳『絵で見る中国の歴史』 全6冊、岡田英弘 監修、1995年2月-1995年7月、原書房。ISBN 978-4-562-02649-4 ISBN 978-4-562-02650-0 ISBN 978-4-562-02651-7 ISBN 978-4-562-02652-4 ISBN 978-4-562-02653-1 ISBN 978-4-562-02654-8。
- 宮脇淳子『真実の中国史「1840-1949」』岡田英弘 監修、李白社、2011年11月。ISBN 978-4-8284-1648-9。
  - 宮脇淳子『真実の中国史「1840-1949」』岡田英弘 監修、PHP研究所〈PHP文庫〉、2018年4月。ISBN 978-4-569-76827-4。
- 宮脇淳子『真実の満洲史〈1894-1956〉』岡田英弘 監修、ビジネス社、2013年5月。ISBN 978-4-8284-1708-0。
  - 宮脇淳子 郭婷玉訳 (2016-01) (中国語), 這才是真實的滿洲史　中日滿糾纏不已的「東北」如何左右近代中國, 岡田英弘 監修, 臺灣: 八旗文化/遠足文化事業, ISBN 978-986-5842-71-0, NCID BB23162090
  - 宮脇淳子『日本人が知らない満洲国の真実　封印された歴史と日本の貢献』岡田英弘 監修、扶桑社新書、2018年1月。ISBN 978-4-594-07840-9。 上記『真実の満洲史〈1894-1956〉』(ビジネス社)を加筆・改題し新書再刊。
- 豊岡康史 著、宮脇淳子、楠木賢道、杉山清彦 編『海賊からみた清朝　十八～十九世紀の南シナ海』岡田英弘 監修、藤原書店〈清朝史叢書〉、2016年3月。ISBN 978-4-86578-063-5。

### その他
- NHKスペシャル放映『大モンゴル』（角川書店、1992年）監修を担当。
  - NHK取材班 編『大モンゴル』 1 蒼き狼チンギス・ハーン、角川書店、1992年4月。ISBN 978-4-04-522101-9。
  - NHK取材班 編『大モンゴル』 2 幻の王プレスター・ジョン世界征服への道、角川書店、1992年6月。ISBN 978-4-04-522102-6。
  - NHK取材班 編『大モンゴル』 3 大いなる都　巨大国家の遺産、角川書店、1992年8月。ISBN 978-4-04-522103-3。